# Gunnar Eskilsson
Eskil Gunnar Ferdinand Eskilsson, född 21 december 1908 i Dalby församling, Värmlands län, död där 2 maj 1970, var en svensk kommunalarbetare och socialdemokratisk politiker.
Eskilsson var ledamot av andra kammaren 1961–1970, invald i Värmlands läns valkrets.